# Ufenau

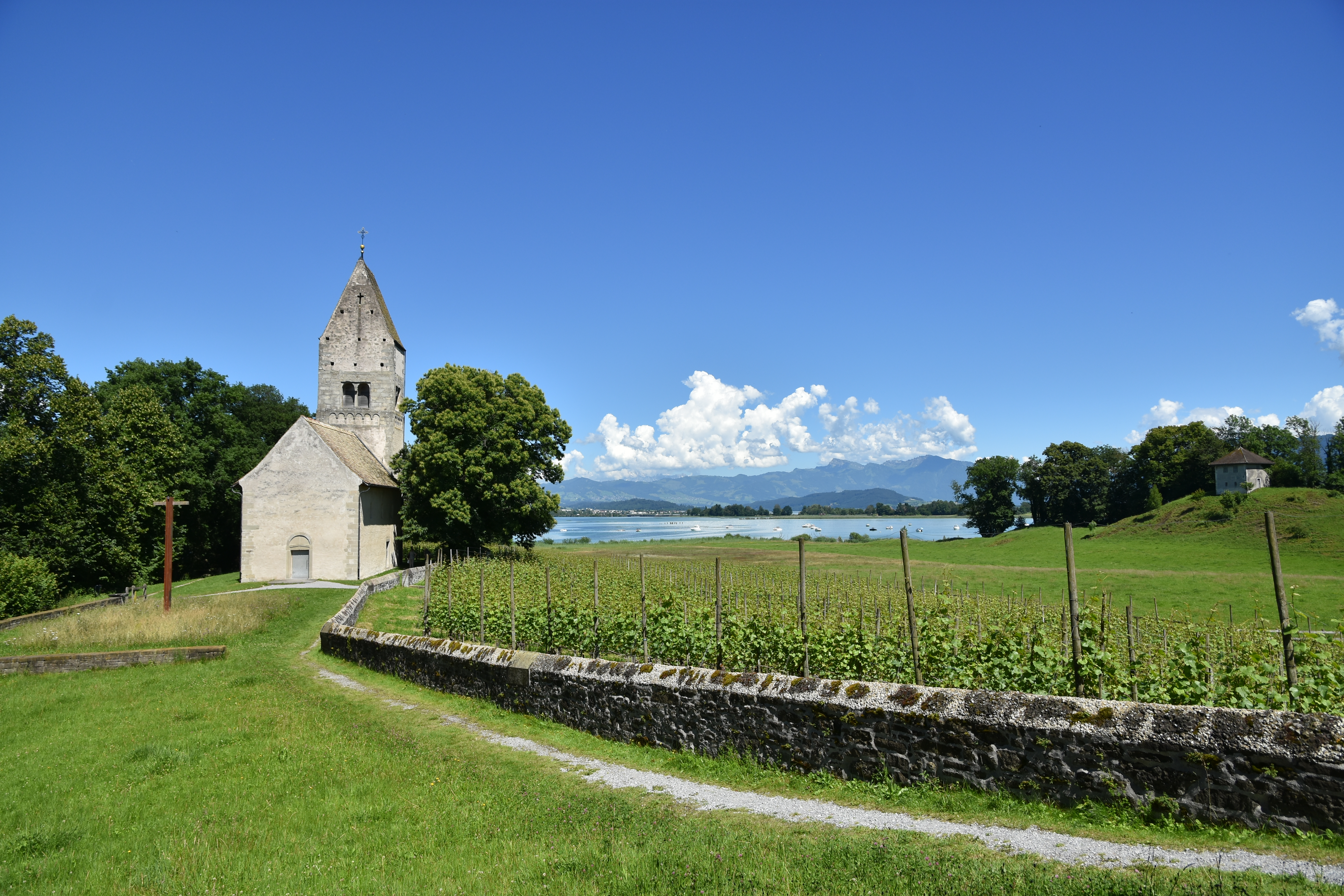
La chiesa dei Santi Pietro e Paolo

Ufenau o Ufnau è un'isola del lago di Zurigo, da un punto amministrativo si trova nel comune di Freienbach (Canton Svitto), Svizzera.

## Geografia
L'isola è di forma ovale ed è lunga circa 600 e larga circa 250, ha una superficie di 11 ettari.

## Storia
Scavi archeologici (1958-68) hanno portato alla luce le fondamenta di un tempio galloromano (ca. 200 d.C.) e la probabile casa di Regelinda, duchessa di Svevia, che nel X secolo avrebbe soggiornato a Ufenau presso Adalrico, suo presunto figlio. Nell'alto medioevo l'isola apparteneva all'abbazia di Säckingen, che nel 965 la scambiò con l'imperatore Ottone I, il quale la donò all'abbazia di Einsiedeln.
La chiesa di San Martino (VII/VIII secolo) costituiva il centro di una parrocchia comprendente i vicini insediamenti sulle rive del lago. Fu sostituita da una cappella, anch'essa dedicata a San Martino, consacrata nel 1141 assieme alla nuova parrocchiale dei Santi Pietro e Paolo, costruita più a est sul sito del tempio galloromano. 
Il graduale distacco dei villaggi circostanti dalla chiesa madre di Ufenau ridusse il numero di parrocchiani a ca. 140 dopo il 1369. La chiesa in cui si trova la tomba di Sant'Adalrico divenne meta di pellegrinaggi. 
Ulrich von Hutten nel 1523, appena prima di morire, trovò asilo sull'isola. Nel 1564 la parrocchia fu affidata all'amministratore di Pfäffikon, carica esercitata da monaci di Einsiedeln. La parrocchia cessò di esistere nel XVII sec. 
Entrambi i luoghi di culto subirono considerevoli danni dalle truppe zurighesi durante le due guerre di Villmergen (1656 e 1712) e poi nuovamente dalle truppe rivoluzionarie francesi (1798). 
L'ultimo restauro della chiesa e della cappella risale al 2007-08. Nel 1801, durante l'Elvetica, l'isola fu venduta all'asta dal cant. Linth a un cittadino di Rapperswil, ma l'abbazia di Einsiedeln la riacquistò nel 1805.
Dal medioevo al 1670 ca. una passerella di legno collegava Ufenau a Hurden. Dal 1680 ca. esistette una casa per il fittavolo. 
Con le prime gite sull'isola vennero realizzati dei sentieri per passeggiare (1866-68), fu aperta un'osteria (1870) e costruito il pontile d'attracco della Soc. zurighese di navigazione dei battelli a vapore (1872). Nel 1927 U. è stata dichiarata riserva naturale. Nel 1986 l'abbazia di Ensiedeln ne fece rinnovare il vigneto. 
Il progetto di Peter Zumthor di un nuovo ristorante (2003) ha suscitato critiche e nel 2012 il Tribunale federale ha vietato qualsiasi nuova costruzione nella zona palustre.

## Aree protette
L'isola è inclusa nell'Inventario degli insediamenti svizzeri da proteggere e nell'Inventario svizzero dei beni culturali d'importanza nazionale. È inoltre compresa nella zona palustre "Frauenwinkel" inclusa nell'Inventario federale delle zone palustri di particolare bellezza e d'importanza nazionale.